# مايانا زاتز
مايانا زاتز (ولدت في 16 يوليو 1947) هي عالمة وراثة وأحياء جزيئية، هي أستاذة في جامعة ساو باولو ، وتشغل حاليًا منصب عميد الأبحاث فيها.

## السيرة الذاتية
انجازات الأستاذة زاتز مثني عليها فقد حصلت على العديد من المنح والجوائز، بما في ذلك جائزة لوريال - اليونسكو للمرأة في مجال العلوم لعام 2000، وجائزة كلوديا للمرأة لعام 2001 ، من مجلة كلوديا.
ولدت في فلسطين عام 1947، وانتقلت إلى فرنسا مع عائلتها وعاشت هناك حتى سن السابعة. كان والدها، لوني إيدن (1912-1984) من مدينة دورهوي في رومانيا، وكانت والدتها إيلا كوت إيدن (مواليد 1914) من وارسو .  في عام 1939 ، هرب والداها من الألمان ووصلوا إلى فلسطين حيث ولدت مايانا وشقيقتها، وصلت مايانا إلى البرازيل مع أسرتها في عام 1955.
حصلت مايانا على بكالوريوس في علم الأحياء من جامعة ساو باولو عام 1968 ، وماجستير في العلوم، ودرجة الدكتوراه في العلوم البيولوجية من جامعة ساو باولو في عامي 1970 و 1974 ، على التوالي، ودراسات ما بعد الدكتوراه في علم الوراثة الطبية من جامعة كاليفورنيا في لوس أنجلوس (UCLA) ، في عام 1977 ، و لقب ال livre-docência من جامعة ساو باولو ، في عام 1987. أصبحت مايانا مهتمة بدراسة الضمور العضلي عندما كانت في الكلية وتابعت مريضًة من عائلة لديها نسبة عالية من الإصابة بهذا المرض، والتي أرادت تكوين أسرة.
في عام 1969، بدأت الدكتورة زاتز عملها في مجال الاستشارات الوراثية في العائلات التي كانت حاملة للأمراض العصبية العضلية، وذلك من أجل تقييم وتوعية بالمخاطر المترتبة عن إنجاب أطفال يعانون من نفس المشكلة، بعد اثني عشر عامًا، اتصلت بنفس هذه العائلات مرة أخرى، ووجدت أن معظم العائلات المعرضة للخطر قد تجنبت إنجاب الأطفال. من ناحية أخرى، صُدمت مايانا لرؤية الطريقة التي تم بها التخلي عن الأطفال المرضى الذين ولدوا خلال تلك الفترة. هؤلاء الأطفال، الذين لديهم نمو عقلي طبيعي بشكل عام ولكن لم يتم علاج المشاكل الناتجة عن الضمور العضلي، ولم يذهبوا إلى المدرسة ولم يخضعوا للعلاج الطبيعي .
لذلك، في عام 1981 ، أسست مايانا وفريقها الجمعية البرازيلية لضمور العضلات (ABIM) في معهد العلوم البيولوجية التابع لجامعة جنوب المحيط الهادئ. بعد سبع سنوات حصلت على الموقع الفعلي لمقر المنظمة. ABIM ، الذي كان أول مركز لمساعدة حاملي جينات الضمور العضلي في أمريكا اللاتينية، يعالج فيما يعادل 100 طفل ومراهق أسبوعيا، مقسمون إلى مجموعات يومية من عشرين مريضًا، إلى جانب الزيارات الظرفية ليصل المجموع إلى ما يقرب من 300 شخص شهريًا يتم علاجهم. منذ تأسيسها، ساعدت المنظمة أكثر من 1000 طفل (معظمهم من الفقراء). الأطفال يتم فحصهم أولاً وبعد التأكد من المرض يتم إرسالهم إلى الجمعية لتلقي العلاج مدى الحياة. تقدم ABIM العلاج الطبيعي والعلاج المائي والأنشطة الترفيهية والأنشطة التي تحفز الإبداع والتفكير المنطقي، إلى جانب الدعم النفسي الجماعي والفردي لحاملي المرض و أقاربهم.
مايانا حاليًا عضو في مشروع الجينوم البشري الدولي التابع لأكاديمية العلوم بولاية ساو باولو، والأكاديمية البرازيلية للعلوم. وفقًا لمعهد المعلومات العلمية، تم الاستشهاد بعملها 1500 مرة في 102 منشور بين أعوام 1977 و 1997. لديها 173 بحثًا وحوالي 150 مقالة منشورة في مجلات أجنبية مثل " Nature Genetics " و " Human Molecular Genetics ". هي أيضًا كاتبة عمود في مجلة فيخا وحائزة على جائزة TWAS لعام 2003. 
منذ بداية مسيرتها المهنية ، ساعدت مايانا ما يقرب من 16000 فرد من العائلات المتأثرة بأمراض وراثية (معظمها مشاكل عصبية عضلية)، وهو أكبر عدد من الحالات المسجلة في العالم. في الجزء الأخير من عام 1995 ، كانت مايانا، والأستاذة ماريا ريتا باسوس بوينو ، وطالبة الدكتوراه الويزا دي سا موريرا، أول علماء في العالم يجدون أحد الجينات المرتبطة بالضمور الذي يصيب الذراعين والساقين. كما قاموا أيضًا بتعيين الجين المسؤول عن متلازمة كنوبلوخ، التي تسبب نوعًا من العمى التدريجي.

## روابط خارجية
- السيرة الذاتية . نظام لاتيس CNPq (بالبرتغالية).
- الملف الشخصي لجائزة امرأة العام نسخة محفوظة 9 نوفمبر 2013 at Archive.is . مجلة كلوديا ، Editora Abril (بالبرتغالية)